# Амзинское сельское поселение
Амзинское се́льское поселе́ние — муниципальное образование в Нурлатском районе Татарстана Российской Федерации.
Административный центр — село Новая Амзя.

## История
Статус и границы сельского поселения установлены Законом Республики Татарстан от 31 января 2005 года № 32-ЗРТ «Об установлении границ территорий и статусе муниципального образования "Нурлатский муниципальный район" и муниципальных образований в его составе».

## Население
| 2010 | 2011 | 2012 | 2013 | 2014 | 2015 | 2016 |
| ---- | ---- | ---- | ---- | ---- | ---- | ---- |
| 968  | ↘963 | ↘926 | ↘889 | ↘873 | ↘857 | ↘826 |
| 2017 | 2018 |      |      |      |      |      |
| ↘813 | ↘792 |      |      |      |      |      |

## Состав сельского поселения
| № | Населённый пункт      | Тип населённого пункта       | Население |
| - | --------------------- | ---------------------------- | --------- |
| 1 | Кзыл Юл               | посёлок                      |           |
| 2 | Новая Амзя            | село, административный центр |           |
| 3 | Старая Русская Амзя   | деревня                      |           |
| 4 | Старая Татарская Амзя | деревня                      |           |
| 5 | Черебатырево          | деревня                      |           |